# Óscar Arpón
Oscar Arpón Ochoa (Calahorra, 9 aprile 1975) è un ex calciatore spagnolo, di ruolo centrocampista.

## Carriera

### Club
Nato a Calahorra Oscar Arpón iniziò la sua carriera nelle giovanili del Barcellona. Da qui viene promesso nel Barcellona B e in prima squadra, dove gioca 3 partite in campionato vincendo una Supercoppa.
Gioca poi con Betis Siviglia, Racing Santander e Maiorca, dove vince la sua seconda Supercoppa proprio contro il Barcellona, subentrando al minuto 67 all'argentino Ariel Ibagaza nella gara di ritorno.
In seguito veste le maglie di Osasuna, Poli Ejido, Recreativo Huelva, Salamanca e Gimnàstic.
Nell'estate 2009 passa all'UD Logroñés.
Nell'ultimo giorno del mercato invernale 2011 sottoscrive un contratto con il River Ebro. Con la squadra spagnola chiude la sua carriera nella stagione 2011-2012.

### Nazionale
Ha fatto parte delle varie selezioni giovanili spagnole. Con l'Under-23 ha preso parte ai Giochi del Mediterraneo nel 1997, giocando tutte e quattro le gare tra cui la semifinale persa 0-2 contro l'Italia.

### Dopo il ritiro
Nella stagione 2012-2013 entra nello staff del River Ebro come collaboratore.

## Palmarès

### Club

#### Competizioni nazionali
- Supercoppa di Spagna: 2

Barcellona: 1994
Maiorca: 1998